# Heinrich Seetzen
Heinrich Otto Seetzen, genannt Heinz Seetzen, (* 22. Juni 1906 in Rüstringen; † 28. September 1945 in Hamburg-Blankenese) war ein deutscher Jurist, der zur Zeit des Nationalsozialismus bis zum SS-Standartenführer und Oberst der Polizei befördert wurde. Seetzen war für Massenmorde an Zivilisten in der Ukraine und in Weißrussland verantwortlich.

## Leben
Seetzen wurde als einziges Kind eines Feinkostgeschäftsinhabers im heute zu Wilhelmshaven gehörenden Rüstringen geboren. Bereits als Schüler trat er dem Jungstahlhelm bei. Seetzen studierte Jura an der Philipps-Universität Marburg und an der Christian-Albrechts-Universität Kiel. Nach dem Referendarsexamen arbeitete er aushilfsweise in verschiedenen Anwaltskanzleien.
Zum 1. Mai 1933 trat er der NSDAP (Mitgliedsnummer 2.732.725) und der SA bei. Am 1. Februar 1935 wurde er Mitglied der SS (SS-Nr. 267.231). Nach einer vergeblichen Bewerbung um die Bürgermeisterstelle in Eutin nahm der beschäftigungslose Seetzen eine Stelle als Aushilfskraft beim Eutiner Regierungspräsidenten, dem SA-Brigadeführer Johann Heinrich Böhmcker, an. 1935 bewarb er sich erfolgreich um Aufnahme bei der preußischen Gestapo.
Nach seiner Beförderung zum Oberregierungsrat wurde er nacheinander als Chef der Sicherheitspolizei und des SD in Aachen (1935–1938), Wien, Stettin und Hamburg (Januar 1940 bis Juli 1941 und in Abwesenheit bis August 1942) eingesetzt. Ab August 1942 war er Inspekteur der Sicherheitspolizei und des SD in Kassel und anschließend ab Frühjahr 1943 in Breslau. 1944 wurde er schließlich Befehlshaber der Sicherheitspolizei in Prag.
Seetzen war nach dem Angriff auf die Sowjetunion Kommandeur des Sonderkommandos 10a, das der Heeresgruppe Süd folgte und für Massenmorde im Süden der Sowjetunion verantwortlich war. Am 20. Oktober 1941 wurden unter seinem Kommando 8000 Juden bei Mariupol erschossen. Am 30. Oktober 1941 befehligte er ein Teilkommando, das 1800 jüdische Einwohner von Taganrog ermordete.
Ein Mittäter im Massenmord, der österreichische Polizeibeamte Robert Barth, sagte über Seetzen:

„Als besonders brutal wurde der Kommandoführer […] Zeezen [sic] […] bezeichnet. Er soll sich gebrüstet haben, daß sein Kommando die meisten Juden erschossen hätte. Auch wurde erzählt, daß bei seinem Kommando, als einmal die Munition bei Erschießungen von Juden ausging, die Juden lebendig in einen Brunnen von etwa 30 m Tiefe geworfen worden seien.“

Vom 28. April 1944 bis August 1944 war er als Kommandeur der Einsatzgruppe B für Massenmorde im Generalbezirk Weißruthenien verantwortlich. Diese Einsatzgruppe ermordete im Raum Minsk und Smolensk mehr als 134.000 Menschen. Nach seiner Beförderung zum SS-Standartenführer und Oberst der Polizei wurde er dort im April 1944 Kommandeur der Sicherheitspolizei und des SD (KdS).
Heinz Seetzen war mit Ellen Knickrehm verheiratet.

## Nach Kriegsende
Nach Kriegsende versteckte sich Seetzen unter dem falschen Namen Michael Gollwitzer bei einer Bekannten. Diese berichtete, dass Seetzen „moralisch vollkommen fertig“ gewesen sei. Er hätte ihr erzählt, „daß er schwere Schuld auf sich geladen habe […] ein Verbrecher sei und sein Leben verwirkt habe. Er […] sagte offen, daß er Cyankalium bei sich führe, um im gegebenen Augenblick, wenn man ihn erwische, Selbstmord begehen zu können.“
Nach seiner Verhaftung durch die britische Militärpolizei in Hamburg-Blankenese beging Seetzen am 28. September 1945 Selbstmord mit einer Blausäurekapsel. Er wurde nicht identifiziert und als „Michael Gollwitzer“ bestattet. Deshalb befasste sich 1949 die Entnazifizierungskammer mit Seetzen und stufte ihn, „für den Fall, daß der Betroffene noch am Leben ist“, in die Gruppe 3 der „Minderbelasteten“ ein.